# Уральський (Абзеліловський район)
Ура́льський (рос. Уральский, башк. Урал) — присілок (у минулому селище) у складі Абзеліловського району Башкортостану, Росія. Входить до складу Альмухаметовської сільської ради.
Населення — 77 осіб (2010; 125 в 2002).
Національний склад:
- башкири — 77%